# Coutances
Coutances é uma comuna francesa na região administrativa da Normandia, no departamento Mancha. Estende-se por uma área de 12,5 km². Em 2010 a comuna tinha 9 641 habitantes (densidade: 771,3 hab./km²).